# Barranc de la Coma (Sant Esteve de la Sarga)
El barranc de la Coma, o de Comafaió, és un barranc del terme de Sant Esteve de la Sarga, a la zona de Beniure.
Es forma a 1.340 m. alt., entre el Feixal Peraire i el Graller de Comafaió, des d'on davalla cap al nord-est, fent amples ziga-zagues, fins que s'aboca en el barranc del Bosc a la part central del Montsec de Castellnou, al sud-est de Beniure. Durant el seu recorregut passa per la partida de la Coma Faió; per això també se'l coneix amb aquest nom.